# 나의 청춘 워터랜드
《나의 청춘 워터랜드》(영어: Waterland)는 미국에서 제작된 스티븐 질런홀 감독의 1992년 미스터리 드라마 영화이다. 그레이엄 스위프트의 1983년 동명 소설이 원작이다. 제러미 아이언스 등이 출연하였고, 패트릭 캐서베티 등이 제작에 참여하였다.

## 출연진
- 제러미 아이언스
- 시네이드 큐색
- 이선 호크
- 존 허드
- 리나 히디
- 피트 포슬스웨이트
- 케라 부오노
- 데이비드 모리시
- 캘럼 딕슨
- 숀 매과이어
- 로스 매콜

## 기타 제작진
- 미술: 후고 우치츠비호프스키
- 의상: 린디 헤밍